# Sur l'Enfer
Sur l'Enfer är en bergstopp i Schweiz. Den ligger i distriktet Monthey och kantonen Valais, i den sydvästra delen av landet, 80 km sydväst om huvudstaden Bern. Toppen på Sur l'Enfer är 2 132 meter över havet.